# Писаренко Анатолій Аркадійович
Писаренко Анатолій Аркадійович (нар. 1944, с. Петрівське, Великоновосілківський район, Донецька область) — український політик, народний депутат України.

## Біографія
У 1974 році закінчив Макіївський інженерно-будівельний інститут. Кандидат технічних наук.
Кар'єра: 1962 рік — маляр будівельного управління № 1 тресту «Донецькжитлобуд». З 1963 року працював у Донецькому об'єднанні «Хімік» — монтажником, інженером будівельником. З 1966-го — виконроб, начальник Донецького ділянки Київського управління «Ремкоммунналадка».
З 1973-го — начальник Донецького монтажно-налагоджувального управління республіканського тресту «Укркоммунмонтажналадка», генеральний директор республіканського монтажно-налагоджувального об'єднання «Укркоммунекологія», начальник монтажно-налагоджувального управління «Донецкоммунекологія», глава правління ВАТ «Донецкоммунекологія».
Двічі — в 1994 і 1998 рр. обирався народним депутатом України. У Верховній Раді працював заступником і виконувачем голови Комісії з питань екологічної політики, природокористування та ліквідації наслідків Чорнобильської катастрофи.
З червня 2002 року — начальник господарського управління секретаріату Центральної виборчої комісії. З грудня 2004-го — член Центрвиборчкому.

## Нагороди
Нагороджений Почесною грамотою Кабінету Міністрів України, медаллю «Ветеран праці». Має почесне звання «Заслужений будівельник України».